# ホワイトオーク湿地の戦い
ホワイトオーク湿地の戦い（ホワイトオークしっちのたたかい、英: Battle of White Oak Swamp）は、南北戦争2年目の1862年6月30日、七日間の戦い（半島方面作戦）の一部としてバージニア州ヘンライコ郡で起きた戦闘である。北軍ポトマック軍が南東のジェームズ川方向に後退するに従い、ウィリアム・B・フランクリン少将が指揮するその後衛部隊が、ホワイトオーク橋の渡しでストーンウォール・ジャクソン師団の進軍を止めさせ、砲撃戦となった。一方2マイル (3 km) 南のフレイザー農園では、グレンデイルの戦いという大きな会戦が起こっていた。ホワイトオーク湿地の戦いは通常大きなグレンデイルの戦いの一部だと見なされている。フランクリンの第6軍団に抵抗されたために、ジャクソンはロバート・E・リー将軍から命じられていたグレンデイルで北軍に対して統合して攻撃を掛けるという作戦に加われなかった。このホワイトオーク湿地の戦いは決着が付けられなかった。北軍は崩壊を避けられ、マルバーンヒルで強力な防御陣地を布くことが可能になった。

## 背景
七日間の戦いは1862年6月25日のオークグラブの戦いという小さな戦闘で、北軍の攻撃で始まったが、北軍のジョージ・マクレランは直ぐに主導権を失い、南軍のリーが6月26日のビーバーダム・クリークの戦い、同27日のゲインズミルの戦い、同27日と28日のガーネッツ・アンド・ゴールディングズ・ファームの小戦闘と一連の攻撃を始め、さらには同29日のサベイジ駅の戦いでは北軍の後衛を攻撃した。マクレランのポトマック軍は安全圏であるはずのジェームズ川沿いハリソンのランディングに向かって後退を続けた。
マクレランのポトマック軍は6月30日正午までにホワイトオーク湿地クリークを大半が渡ることが出来ていた。軍隊の約3分の1はジェームズ川岸まで達していたが、残りはホワイトオーク湿地とグレンデールの間を行軍中だった。
リーはその北バージニア軍に、不適切な道路網のために糞詰まり状態になっている後退中の北軍に集中するよう命じた。ストーンウォール・ジャクソンはホワイトオーク湿地の渡しで北軍の後衛に圧力を掛けるよう命令されており、リー軍の大部分、45,000名ほどは約2マイル (3.2 km) 南西のグレンデールでポトマック軍中央を攻撃し、それを2つに割らせることを目指した。
ストーンウォール・ジャクソンはシェナンドー渓谷のバレー方面作戦で輝かしい名声を得ていたが、この七日間の戦いでリーの下に付いてからは功績が無かった。おそらくはそのバレー方面作戦での行動とシェナンドー渓谷からの移動によって疲労が蓄積しており、メカニックスビル（ビーバーダム・クリーク）に遅く到着し、戦闘の音がはっきりと聞こえる距離にあったにも拘わらず、兵士達に露営を命ずると言う不可解な行動を採っていた。ジャクソンはゲインズミルの戦いでは遅延しており、方向を見失っていた。サベイジ駅の戦いでも遅れた。リー軍のグレンデール攻撃を支援するために期待されている行動はジャクソンに新たな可能性を提供するはずだった。ジャクソンとリーは6月30日朝にサベイジ駅で対面しており、リーの正確な命令は記録されていないが、ジャクソンにはホワイトオーク湿地まで行軍し、そこで北軍と交戦して、グレンデイルで後衛の残り部隊を補強させないようにするというのがその命令だったはずである。
ホワイトオーク湿地を南に最後に行軍し、その結果ジャクソン隊の標的にされたのはウィリアム・B・フランクリン准将指揮下の第6軍団であり、ウィリアム・F・"ボールディ"・スミスとイズラエル・B・リチャードソン各准将の師団で構成されていた。

## 戦闘

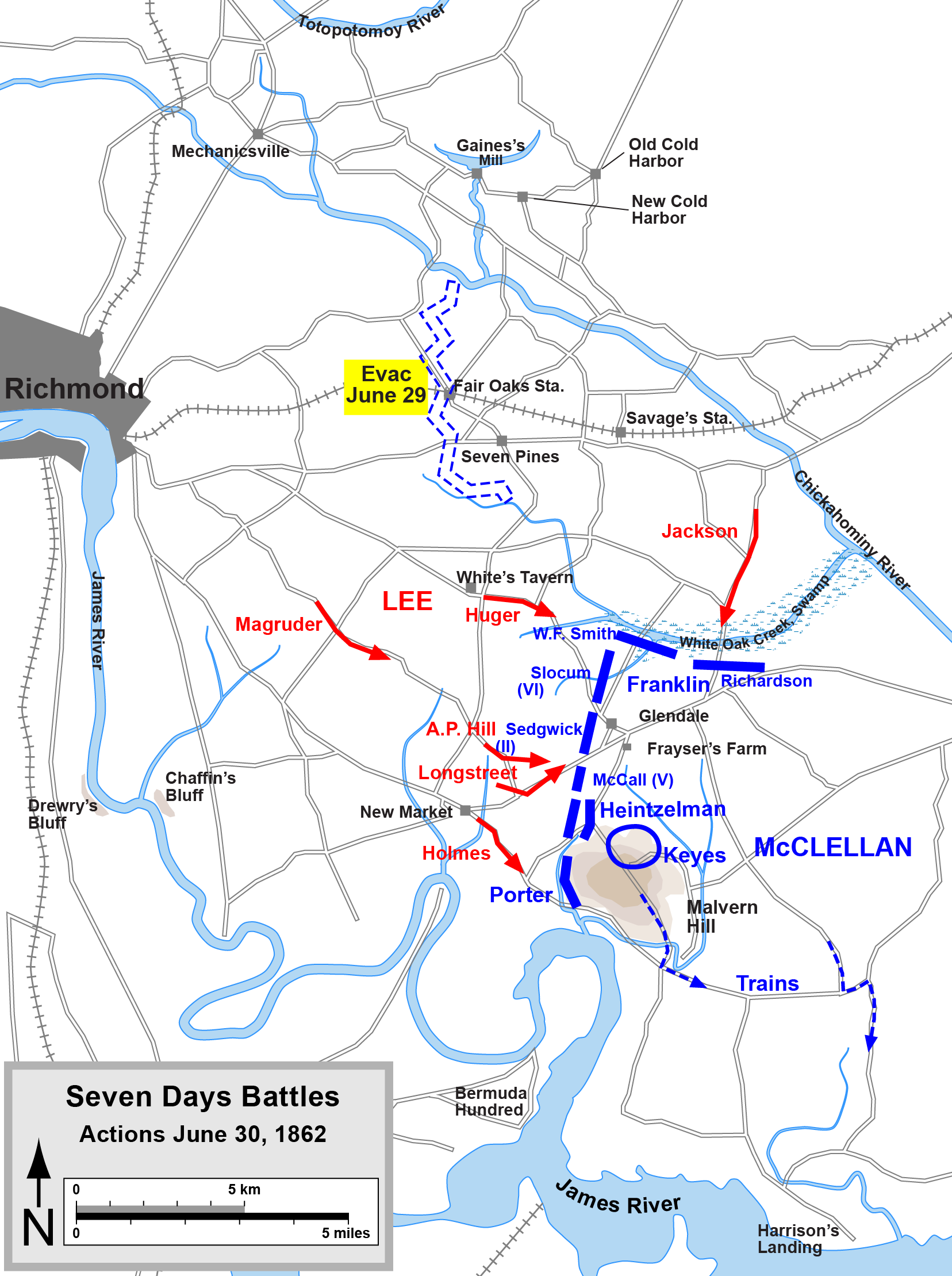
七日間の戦い、1862年6月30日

ジャクソン隊は南のホワイトオーク道路沿いに行軍し、砲兵隊長ステイプルトン・クラッチフィールドが縦隊の先頭に立った。負傷した数多い北軍捕虜を伴い、またサベイジ駅で鹵獲した物資の多くもあったので、その歩みは鈍かった。湿地に架かる1つの橋が2時間前に燃やされているのを見つけた。ジャクソンは正午に到着し、湿地を横切る尾根から約300ヤード (270 m) 先にあると見た北軍の砲台と砲兵の陣地に対して対角線に砲撃できる場所にクラッチフィールドの大砲を据えることを認めた。6月30日午後2時、南軍の7つの砲台の大砲31門が砲撃を開始し、北軍を驚かせ、その大砲数門を使えなくした。
ジャクソンは工兵に橋を再建しはじめるよう命じた後、トマス・T・マンフォード大佐のバージニア第2騎兵隊に湿地を横切り、砲撃の間に放棄された北軍の大砲の幾つかを捕獲するよう命じた。腹まで水に浸かり、瓦礫が絡みつくような水中を兵士と馬が進む間、ジャクソンとD・H・ヒル少将が川を渡り、自ら偵察した。二人の将軍が乗っていた馬の近く僅か数フィートで北軍の砲弾が破裂したが、どちらも負傷はしなかった。ジャクソンは、北軍の砲兵と歩兵が陣地を補強しており、北軍の狙撃兵が橋を再建している工兵に混乱を起こさせている様を目にした。そこは敵の攻撃に逆らって渡ることができるような場所ではないと認識した。
マンフォードは4分の1マイル (400 m) 下流に見つけた浅瀬が、歩兵の渡る場所として適していると報告した。ウェイド・ハンプトン准将は歩兵のために橋1つを建設できるような幅の狭い地点を見つけた。ジャクソンはハンプトンに橋を架けるよう命じたが、湿地を渡るために特に行動はせず、その大砲を渡せなければ攻撃できる可能性はないと判断した。湿地を挟んだ砲撃戦は40門以上の大砲を使うものに拡大し、グレンデールの戦いは3マイル (5 km) 足らずしか離れていなかったが、ジャクソンは大きなオークの木の下に座り、1時間以上も眠っていた。

## 戦いの後
ジャクソンがあまり動けなかったことで、その日の午後遅くにフランクリンの軍団から派遣された幾つかの部隊がグレンデールの北軍本隊を補強することができた。ジャクソンはその状況をリーに報告せず、リーの方はジャクソンを見つけるために誰も送らなかったので、何かやるとしても遅すぎた。ジャクソンの翼も、フランクリンの軍団も万単位の兵士が居たが、ホワイトオーク湿地での行動には歩兵の動きが無く、主に砲撃戦に限られていた。南軍は砲兵3名が戦死し、12名が負傷したが、北軍の被害について正確な報告は無かった。歴史家のブライアン・K・バートンは北軍に100名ほどの損失が発生したと推計しており、ニューハンプシャー第5連隊は5名が戦死、9名が負傷して、最も大きな損失になっていた。
ジャクソンはその夜、参謀たちと食事を共にした後、再度眠りに落ち、その歯の間にビスケットが挟まったままだった。ジャクソンは目を覚ましたときに「さて、諸君一度寝かせてくれ、夜明けと共に起きて、明日何かが出来るなら検討しよう」と語った。その2週間後にこの戦闘におけるその異常な無気力さを説明して、「リー将軍が私に何かを望むならば、私のために送ってくれたことだろう」と語っていた。リーがこの戦闘におけるジャクソンの行動を批判することは無かった。
南軍の著名な砲兵指揮官であり、戦後は歴史家となったエドワード・ポーター・アレクサンダーはグレンデイルとホワイトオーク湿地で大きなチャンスを失ったことについて「リー将軍があの夏の午後に掴んだ大きなチャンスについて考えると、我々の『ストーンウォール・ジャクソン』がそれを失わせたと考えるのは泣きたくなるほどである。」と嘆いていた。